# Java DataBase Connectivity
Java DataBase Connectivity (JDBC) is een Java API. Een Java-programma kan via JDBC in SQL communiceren met een database. Dit Java programma kan een applicatie, applet of servlet zijn.
Ten behoeve van deze communicatie is een databasespecifieke driver nodig, die door nagenoeg alle leveranciers van database-engines (onder andere DB2, Oracle en MySQL) wordt geleverd. Voor databases waarvoor geen JDBC-driver bestaat, maar die wel via ODBC kunnen worden benaderd, is een JDBC-ODBC bridge API beschikbaar.
Na het laden van de driver kan een Connection object worden geïnstantieerd, via welke de SQL-instructies kunnen worden uitgevoerd op de database.
Er zijn 4 verschillende soorten JDBC-drivers. Deze indeling is gebaseerd op de taal waarin de driver is geschreven en de manier waarop de driver met de databaseserver communiceert:
- Type 1: de JDBC-ODBC bridge, samen met een ODBC-driver.
- Type 2: een driver die gedeeltelijk in Java geschreven is en gebruikmaakt van de binaire code van een native database driver zoals de cliënt van bijvoorbeeld Oracle of IBM DB/2.
- Type 3: een JDBC-netdriver, geheel geschreven in Java. Deze driver maakt gebruik van het JDBC-netprotocol om te communiceren met de databaseserver. Aanroepen in dit protocol moeten door de server vertaald worden in het DBMS-specifieke protocol dat gebruikt wordt.
- Type 4: Native protocol, geheel geschreven in Java. Dit is een driver die met de databaseserver communiceert met behulp van het DBMS-specifieke protocol. Veel van deze protocollen zijn niet publiek beschikbaar en de belangrijkste aanbieders van dit type driver zijn dan ook de databaseserverleveranciers.